# Iphigenie auf Tauris (1969)
Iphigenie auf Tauris ist die Studioaufzeichnung des Deutschen Fernsehfunks einer Inszenierung von Wolfgang Langhoff am Deutschen Theater Berlin nach einem Schauspiel von Johann Wolfgang von Goethe aus dem Jahr 1969.

## Handlung (Kurzfassung)
Iphigenie, von ihrem Vater Agamemnon wegen eines Kriegsvorteils geopfert, wird von der Göttin Diana nach Tauris gerettet. Thoas, der taurische König, will Iphigenie zur Frau. Weil sie sich ihm widersetzt, soll der alte Brauch wieder eingeführt werden, dass jeder Fremde, der ins Land kommt, getötet wird. Der nächste Fremde ist Orest, Iphigenies Bruder.

## Produktion
Die Aufzeichnung erlebte am 1. Januar 1969 ihre Fernsehuraufführung und wurde 1974 zum letzten Mal im Fernsehen gezeigt. Am 26. Januar 2014 kam es im Berliner Kino Babylon, mit Unterstützung der Ernst-Busch-Gesellschaft und des DRA, zur Kinopremiere.
Die Theaterpremiere fand anlässlich der Berliner Festtage am 4. Oktober 1963 statt. Nach dem Tod von Wolfgang Langhoff übernahm Herwart Grosse die Rolle des Königs.

## Kritik
Zur Premiere im Deutschen Theater fand Gerda Ewald in der Berliner Zeitung, dass Bühnenbild und Kostüme Heinrich Kilgers die Schlichtheit und Größe des Schauspiels unterstreichen.